# William von Seckendorff
William Carl Adam Freiherr von Seckendorff (* 8. Oktober 1799 in Dresden; † 30. August 1863 in  Schöningen) war ein Bergbaubeamter, Mineraloge und Salinendirektor in Schöningen.

## Leben
William Carl Adam von Seckendorff wurde in Dresden als Sohn des Schriftstellers Gustav von Seckendorff geboren. Nach dem Abitur ging er 1816 zum Studium an die Bergakademie Freiberg.
Nach Abschluss des Studiums trat er 1820 in herzoglich braunschweigische Dienste. 1821 wurde er als Berggeschworener nach Zorge und Tanne berufen. Hier unternahm er auch mineralogische Forschungen und veröffentlichte einige wissenschaftliche Berichte. 1831 wurde von ihm ein seltenes Mineral, der Arsenik-Nickel, in einem Bergwerk bei Tanne entdeckt. Das Mineral heißt bis heute Seckendorffit. 1842 erfolgten schließlich seine Ernennung zum Bergmeister und seine Versetzung nach Seesen.
1847 übernahm von Seckendorff die Leitung der Saline in Schöningen. Dort entwickelte er verschiedene Verfahren für die Bohrtechnik.

## Familie
Er heiratete am 8. August 1824 in Zorge Jeanette Hartmann (* 7. Juni 1805; † 13. Mai 1886), die Tochter des Bergbaubeamten Carl Friedrich Hartmann. Das Paar hatte mehrere Kinder:
- Guido Arthur Hartmann (* 18. Februar 1829 in Tanne; † 12. Dezember 1896 in Blumenau, Brasilien), Kolonist in Brasilien.
- Hugo Wilhelm Hartmann (* 14. Mai 1825 in Zorge)
- Bruno Gustav Hartmann (* 25. Februar 1827 in Tanne; † 29. August 1899 in Braunschweig). Direktor der Braunschweig-Hannoverschen Hypothekenbank.
- Helene Marie (* 2. September 1832 in Tanne)
- Marie Therese (* 16. Januar 1836 in Tanne)

## Publikationen
- Die Tiefbohrungen nach Steinsalz auf der Saline in Schöningen in der Zeitschrift für das Berg-, Hütten- und Salinenwesen in dem Preußischen Staate, Verlag W. Hertz, Berlin 1853.
- Über die beim Gebirgsbohren angewendeten Meissel, oder Versuch deren Form auf bestimmte wissenschaftliche Principe zuzuführen in Zeitschrift für das Berg-, Hütten- und Salinenwesen in dem Preußischen Staate, Verlag W. Hertz, Berlin 1862.